# Odontosoria gracilis
Odontosoria gracilis är en ormbunkeart som först beskrevs av Tag., och fick sitt nu gällande namn av Ralf Knapp. Odontosoria gracilis ingår i släktet Odontosoria och familjen Lindsaeaceae. Inga underarter finns listade.